# Drosophila heterobristalis
Drosophila heterobristalis är en tvåvingeart som beskrevs av Tan, Hsu och Mao-Ling Sheng 1949. Drosophila heterobristalis ingår i släktet Drosophila och familjen daggflugor.
Artens utbredningsområde är provinsen Guizhou i Kina.